# Groupe ISAE

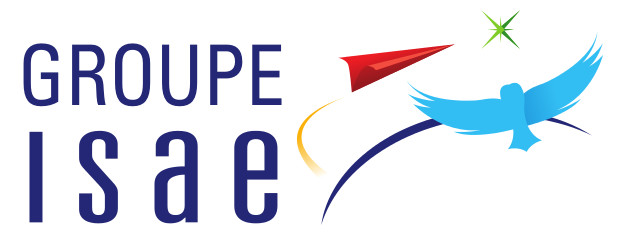
Groupe ISAE

A Groupe ISAE a francia repülési és űrhajózási főiskolák (Grandes écoles) országos hálózata, melyet 2011-ben hozott létre az Institut supérieur de l’aéronautique et de l’espace, az École nationale supérieure de mécanique et d'aérotechnique, az École supérieure des techniques aéronautiques et de construction automobile, az École de l'air et de l'Espace, az Institut supérieur de mécanique de Paris és az École nationale de l’aviation civile.
A Groupe ISAE autonóm intézmények közötti együttműködési konzorcium formájában jött létre. A csoportot egy partnerségi megállapodás irányítja, amely közös alapszabályt tartalmaz.
Célja "a franciaországi főiskolák közös zászló alatt történő egyesítése a repülés- és űrmérnöki szakterületen, hogy növelje e főiskolák befolyását mind nemzeti, mind nemzetközi szinten, és elősegítse a mérnökök képzését a repülés- és űrkutatás területén".
A Groupe ISAE tagjai által közösen végrehajtott projektek és tevékenységek a képzésre, a kutatásra, valamint a nemzeti és nemzetközi befolyásra vonatkoznak.
A Groupe ISAE projektjeit és akcióit a GIFAS (Groupement des industries françaises aéronautiques et spatiales) támogatásával fejlesztik, amelynek tagvállalatai a csoport fő munkaadói a csoport főiskoláin végzettek számára.

## Külső hivatkozások
- A város hivatalos honlapja